# Ormosia nuda
Ormosia nuda là một loài thực vật có hoa trong họ Đậu. Loài này được (F.C.How) R.H.Chang & Q.W.Yao miêu tả khoa học đầu tiên.